# Sundaram-Clayton
Sundaram-Clayton Limited (kurz SCL) ist ein indisches Unternehmen mit Sitz in Chennai. Es gehört zur TVS Group und produziert Gussteile aus Leichtmetall und andere Komponenten, die in erster Linie im Fahrzeugbau verwendet werden. Derzeit sind T.V. Sundaram Iyengar & Sons und weitere Unternehmen der TVS Group zu 63,76 % an SCL beteiligt.

## Geschichte
Am 24. Mai 1962 wurde Sundaram-Clayton Limited als Joint Venture von TVS & Sons mit dem britischen Unternehmen Clayton Dewandre Holdings (inzwischen zu WABCO gehörend) gegründet. SCL errichtete 1972 eine Aluminiumhütte, um Gussteile aus Leichtmetall herzustellen. Im Jahr 1979 begann SCL in Hosur mit einer Mopedproduktion und gründete am 15. Juli 1982 die Tochtergesellschaft Indian Motorcycle Pvt. Ltd., die mit dem japanischen Unternehmen Suzuki kooperierte, später TVS Suzuki hieß und mittlerweile unter TVS Motor Company firmiert. Die Mopedproduktion wurde 1986 an TVS Suzuki veräußert. Im Geschäftsjahr 2017/18 hielt Sundaram-Clayton 57,4 % der Anteile an der TVS Motor Company.
Im Jahr 2005 gründete CSL einen neuen Geschäftsbereich, der Software für WABCO entwickeln soll. Im selben Jahr wurde ein separates Werk für Bremsen und Bremskomponenten errichtet. Der gesamte Geschäftsbereich für Bremstechnik wurde 2007 in das Unternehmen Wabco-TVS (heute Wabco India) ausgelagert.
Zu den Kunden von CSL zählen unter anderem Cummins (seit 2001) und Volvo (seit 2003). Im Jahr 2009 wurde die gesamte Beteiligung von Clayton Dewandre (39,17 %) durch Unternehmen der TVS Group übernommen.
Im Geschäftsjahr 2017/18 erreichte CSL bei einer Produktion von 50.592 Tonnen Aluminiumteilen einen Umsatz von 220,2 Millionen EUR. Der Umsatz wird zu 58 % im Inland und zu 42 % durch Exporte erwirtschaftet. Im Fahrzeugbereich verteilt sich der Umsatz zu 50 % auf Nutzfahrzeuge, 26 % auf Personenkraftwagen und 24 % auf Zweiräder. Das Unternehmen hat Fertigungsstätten in Padi, Hosur (seit 1998), Mahindra World City und Oragadam (seit 2010) in Tamil Nadu. Ein weiteres Werk gibt es in Ridgeville, South Carolina (USA).